# Río Negro (Argentina)
El río Negro es el curso de agua más importante de la provincia argentina de Río Negro y también de la Patagonia en cuanto a su caudal. Su nombre proviene de la traducción literal del mapundungún Curú Leufvú, a pesar de que sus aguas son de un color más verde oscuro que negro. Antiguamente era conocido también como río de los Sauces debido a la gran cantidad de sauces  que hay en sus orillas. Tiene una longitud de 635 km, aunque con una de sus cabeceras, el río Limay, la longitud total del sistema fluvial Negro-Limay llega hasta los 1252 km.

## Toponimia
El nombre indígena del rio Negro, hueyque leuvu o 'río de los sauces', se usó hasta el asentamiento de la primera población española. Esta nominación definiría la región ubicada entre la desembocadura del río y la isla de Choele Choel, donde para el siglo XVIII, según lo que se puede inferir del viaje de Villarino, el sauce (Salix humboldtiana)esta más difundido. Choele Choel, que es el nombre de la travesía que conecta al río Negro con el Colorado, define a la isla grande y al tramo de río que recorre este territorio. Siguiendo el curso del gran río hacia el oeste, está Chimpay, 'vuelta del río', y a continuación Chichinales, expresión que se refiere a un 'campo de chilca', (Baccharis salicifolia) planta particularmente abundante en el lugar. Es claro ver en cada topónimo una característica del curso de agua. 

Recién empieza a ser llamado río Negro en todo su curso con la publicación del mapa de Tomas Falkner, en 1774, en el cual el jesuita vuelca su interpretación particular de la cuestión. Si bien. él mismo es el que anota la multitud de nombres que recibía en esa época este famoso río: 
se nombra de diferentes modos, como ser: el Segundo Desaguadero, el Desaguadero Nahuelhuapi; los españoles lo llaman el río de los Sauces; algunos indios el Cholehechet; los Puelches, Leuvu Camo, o río por antonomasia; y los Huilliches y Pehuenches, Curu Leuvu, esto es río Negro".  (Falkner, 1974: 106). 
Más adelante el cronista aclara con respecto al nombre 'Desaguadero de Nahuelhuapi o Nawelwapi', que 
la gente de Chile [de la colonia] aplica este nombre a todo el río Grande [es decir, a todo el curso del Negro]", (Ibid, 108). 

## Geografía

Puente ferrocarretero entre Viedma y Carmen de Patagones.

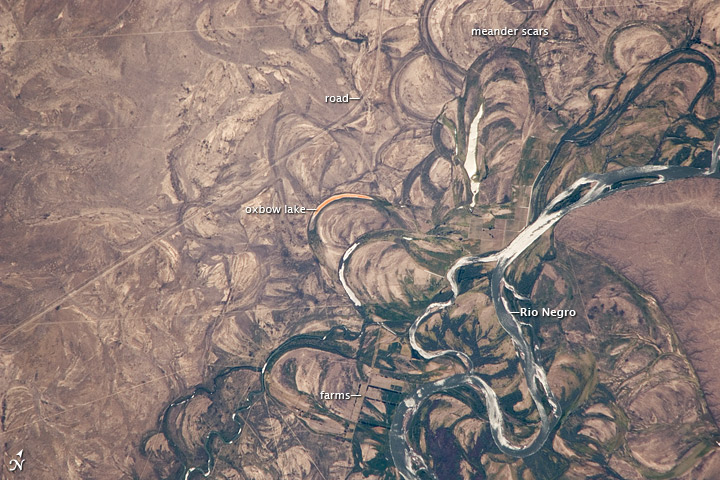
Meandros del río Negro.

El río Negro nace nominalmente de la confluencia de los ríos Limay y Neuquén, en el extremo oriental de la provincia del Neuquén, y fluye en dirección oeste-sudeste en territorio rionegrino hasta alcanzar al océano Atlántico cerca del balneario El Cóndor, 30 kilómetros al sur de Viedma, capital de la provincia. En el último tramo  de su curso constituye el límite natural entre la Provincia de Río Negro y la Provincia de Buenos Aires.
Es un río de carácter alóctono, ya que no recibe afluentes,  con gran cantidad de meandros e islas fluviales, destacándose por su superficie la de Choele Choel. Discurre entre las bardas o terrazas que forman las mesetas patagónicas, a través de un valle de inundación de ancho variable y tierras muy fértiles producto de la sedimentación. El relieve del cauce principal es el resultado de la intensa erosión que afectó a las mesetas patagónicas, favorecida por la escasa dureza de las rocas.
Su cuenca está altamente humanizada, ya que su caudal se encuentra regulado por las represas que se encuentran en los ríos Limay y Neuquén y es repartido entre los diversos canales de regadío presentes. La fertilidad del valle ha sido aprovechada para generar uno de los mayores oasis de regadío  del país, en el cual se cultivan mayoritariamente manzanas, peras, duraznos, tomates, entre otras frutas y hortalizas. El valle constituye el área más densamente poblada de toda la Patagonia. La cuenca del río es generalmente dividida en tres partes: Alto Valle del Río Negro, al oeste, donde se encuentran, entre otras, las ciudades de General Roca, Cipolletti y Villa Regina; Valle Medio centrado en la ciudad de  Choele Choel; y el Valle Inferior en la desembocadura del río, con Viedma como ciudad más importante de esa área.

## Referencias

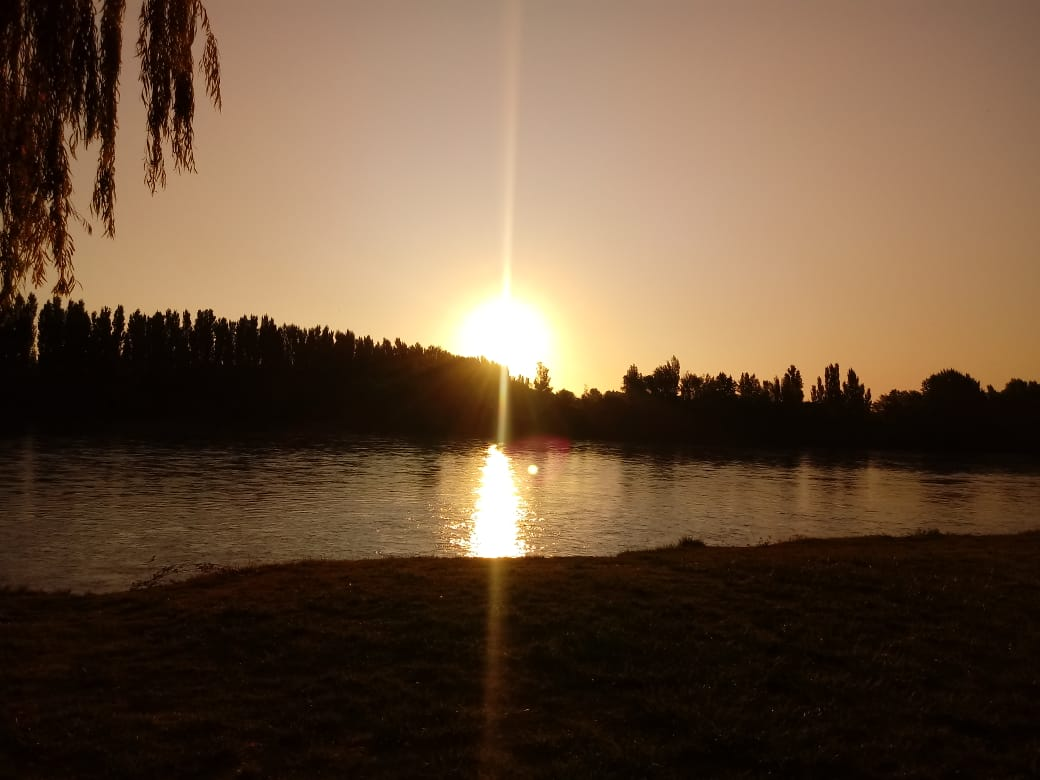
El Río Negro durante un atardecer en la isla de la localidad de Choele Choel